# Morning Phase
Morning Phase je dvanácté studiové album amerického hudebníka Becka. Bylo vydáno v únoru 2014 jeho novým hudebním vydavatelstvím Capitol Records. Ihned poté si získalo chválu kritiků a v současné době je nominováno v pěti kategoriích 57. ročníku Grammy Awards.

## Seznam skladeb
Autorem všech skladeb je Beck Hansen.
| Pořadí         | Název           | Délka |
| -------------- | --------------- | ----- |
| 1.             | Cycle           | 0:40  |
| 2.             | Morning         | 5:19  |
| 3.             | Heart Is a Drum | 4:31  |
| 4.             | Say Goodbye     | 3:29  |
| 5.             | Blue Moon       | 4:02  |
| 6.             | Unforgiven      | 4:34  |
| 7.             | Wave            | 3:40  |
| 8.             | Don't Let It Go | 3:09  |
| 9.             | Blackbird Chain | 4:26  |
| 10.            | Phase           | 1:03  |
| 11.            | Turn Away       | 3:05  |
| 12.            | Country Down    | 4:00  |
| 13.            | Waking Light    | 5:02  |
| Celková délka: | Celková délka:  | 47:00 |

## Obsazení
- Beck Hansen - vokály, akustická kytara (skladby 2-5, 8, 9, 11 a 12), elektrická kytara (skladby 9 a 13), klávesy (skladba 2), klavír (skladby 3, 5, 6 a 13), syntezátor (skladba 13), varhany (skladba 13), elektrická basa (skladby 5 a 11), zvuková koláž (skladba 3), tamburína (skladba 4), ukulele (skladba 5), charango (skladba 5), celeste (skladba 9), dulcimer (skladba 11), harmonika (skladba 12), zvonkohra (skladba 13), orchestrální aranže (všechny skladby s orchestrálními aranžemi)
- Joey Waronker - bicí (skladby 2, 3, 5, 8, 12 a 13), perkuse (skladby 2, 3, 5 a 9)
- Roger Joseph Manning, Jr. - klavír, syntezátor, rhodes, clavinet, B3 varhany, doprovodné vokály
- Stanley Clarke - kontrabas (skladba 2), elektrická basa (track 3)
- James Gadson - bicí (skladby 4 a 6)
- Cody Kilby - kytara (skladba 4)
- Bram Inscore - elektrická basa (skladba 4)
- Fats Kaplin - banjo (skladba 4)
- Justin Meldal-Johnsen - baskytara (skladby 6, 8, 9 a 13)
- Smokey Hormel - akustická kytara (skladby 6 a 8), elektrická kytara (skladby 9 a 12), ebow (skladba 6)
- Stephanie Bennett - harfa (skladby 6 a 11)
- Steve Richards - violoncello (skladby 7 a 8)
- Roger Waronker - klavír (skladba 8)
- Jason Falkner - elektrická kytara (skladby 9, 12 a 13)
- Matt Mahaffey - varhany (skladby 9 a 13)
- Greg Liesz - pedálová steel kytara (skladby 9 a 12)
- Matt Sherrod - bicí (skladba 9)
- David Campbell - orchestrální aranže, orchestrace a dirigování (všechny skladby s orchestrálními nástroji)